# Sintetitzador analògic

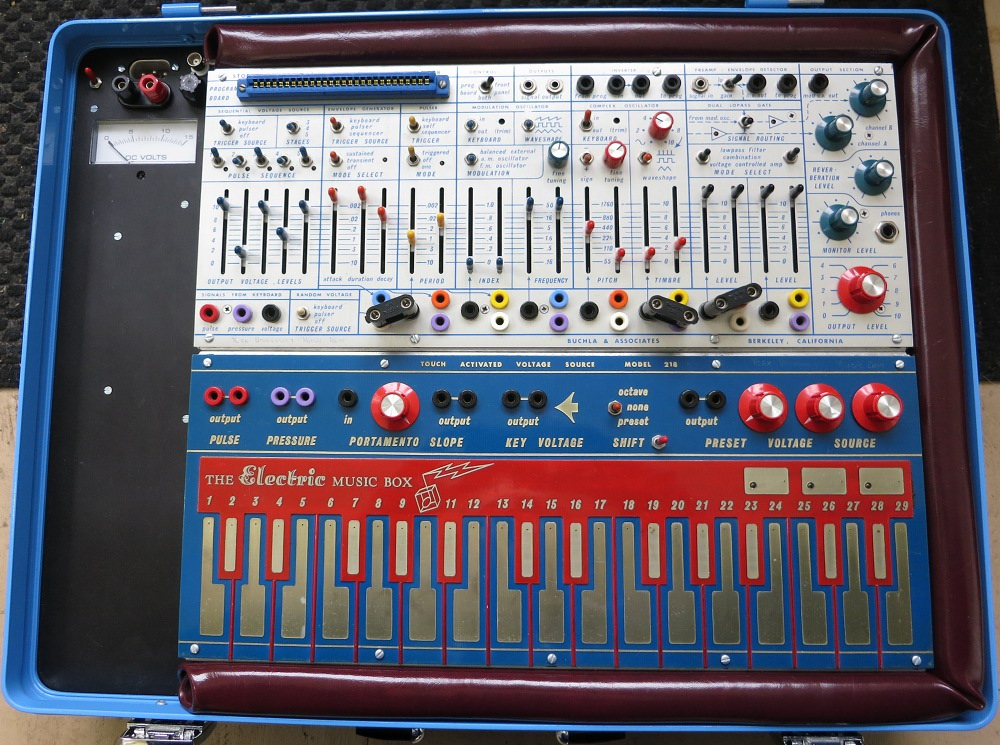
El sintetitzador Buchla Music Easel.

Un sintetitzador analògic és un sintetitzador que utilitza circuits analògics i tècniques d'ordinadors analògics per a generar so electrònicament.